# 642
Évszázadok: 6. század – 7. század – 8. század
Évtizedek: 590-es évek – 600-as évek – 610-es évek – 620-as évek – 630-as évek – 640-es évek – 650-es évek – 660-as évek – 670-es évek – 680-as évek – 690-es évek
Évek: 637 – 638 – 639 – 640 –  641 – 642 – 643 – 644 – 645 – 646 – 647

## Események

### Európa
- A 11 éves II. Kónsztasz bizánci császár feleségül veszi a kormányzatot kezében tartó Valentinus hadvezér hasonló korú lányát, Faustát. Valentinus társuralkodóvá akarja koronáztatni magát, mondván hogy felnőtt uralkodóra van szükség az arab veszély elhárítására, de a konstantinápolyi tüntetések miatt lemond szándékáról, csak a hadsereg főparancsnokságát tartja meg.
- A Vizigót Királyságban a 79 éves hadvezér, Chindasuinth megdönti a fiatal Tulga király hatalmát és kolostorba kényszeríti őt. Hatalma bebiztosítására politikai tisztogatásokba kezd, 200 főnemest és 500 köznemest végeztet ki.
- Radulf thüringiai herceg fellázad III. Sigebert austrasiai király ellen és királlyá kiáltja ki magát. Visszaveri a megtorló támadást, de későbbi sorsa ismeretlen.
- Penda merciai király a maserfieldi csatában legyőzi a berniciai-deirai Oswaldot, aki maga is elesik az ütközetben. A berniciai trónt Oswald féltestvére, Oswiu örökli, de a deirai nemesség vonakodik őt királyként elismerni és Oswine-t választják királlyá. Helyzete megerősítésére Oswiu feleségül veszi Eanflæd deirai hercegnőt.
- Meghal Cynegils, Wessex királya. Utóda fia, Cenwalh.
- Meghal IV. Iohannes pápa. Utódjául a jeruzsálemi születésű I. Theodorust választják. [1]

### Arab Birodalom
- A bizánciak az előző évi békeszerződésnek megfelelően átadják Alexandriát az araboknak. Omár kalifa állítólag elrendeli az alexandriai könyvtár könyveinek elégetését, mondván, hogy ha tartalmuk benne van a Koránban, akkor fölöslegesek, ha nincs, akkor pedig károsak.
- Az arabok Ukba ibn Náfi vezetésével 20 ezres sereggel támadnak a núbiai Makuria királyságára, de a dongolai csatában vereséget szenvednek és kénytelenek visszafordulni.
- Szaad ibn Abí Vakkász a nahávandi csatában legyőzi a perzsa Szászánidák számbéli fölényben lévő seregét és elfoglalja Iszfahánt. III. Jazdagird király Mervbe menekül és a későbbiekben már képtelen újabb jelentős sereget gyűjteni, hogy szembeszállhasson a Perzsiát meghódító arabokkal.

### Kelet-Ázsia
- A koreai Kogurjóban fellázad Jon Geszomun hadvezér, megöli a meggyilkolására szervezkedő Jongnju királyt és annak unokaöccsét, Podzsangot ülteti a trónra, de a tényleges hatalom az ő kezében marad.
- Japánban trónra lép Kógjoku császárnő.

## Születések
- Haszan al-Baszrí, muszlim teológus

## Halálozások
- október 12. - IV. János pápa[1]
- Hérakleónasz, bizánci császár
- Oswald, berniciai és deirai király
- Hálid ibn al-Valíd, arab hadvezér
- Nanthild, I. Dagobert frank király felesége

## Fordítás
- Ez a szócikk részben vagy egészben  a(z)   642 című angol Wikipédia-szócikk ezen változatának fordításán alapul.  Az eredeti cikk szerkesztőit annak laptörténete sorolja fel. Ez a jelzés csupán a megfogalmazás eredetét és a szerzői jogokat jelzi, nem szolgál a cikkben szereplő információk forrásmegjelöléseként.